# Антропов Роман Лукич
Антро́пов Рома́н Луки́ч (рос. Антропов Роман Лукич; 1876(?) — 1913) — російський прозаїк, драматург, фейлетоніст. Відомий також під псевдонімом Роман Добрий.

## Біографія
Народився в 1876(?) році, в родині драматурга Л. М. Антропова. Ця обставина немало сприяло тому, що у дитини розвивавалася пристрасть до літератури. Роман так само, як і батько, став відомим драматургом і белетристом. У 1903 році він випускає у світ свою знамениту книжку «Герцогиня і „конюх“». У 1900-і роки (швидше за все друкувалися з 1903 по 1908 роки) він пише серію блискучих оповідань про начальника петербурзької розшукової поліції Івана Дмитровича Путіліна. Всього Романом Добрим було написано сорок вісім брошурок-детективів. Автор наслідував стиль написання оповідань про Шерлока Холмса, та й доктор Z, який допомагає Путіліну в його пошуках, нагадує доктора Вотсона. Розповіді його засновані на реальних подіях, хоча деякі епізоди були повністю вигадані самим автором, але все ж він спирався на «мемуари» невідомих письменників, а також на спогади самого Путіліна, який незадовго до смерті випустив автобіографічну книгу «Сорок років серед грабіжників і вбивць». Загальна назва всіх цих книжок-оповідань «Геній російського розшуку І. Д. Путілін».
Про життя Романа Лукича Антропова мало що відомо, достовірно лише тільки те, що вже написано. Помер Роман Лукич Антропов, він же Роман Добрий, в 1913 році.

## Твори
- «Геній російського розшуку І. Д. Путілін» (рос. «Гений русского сыска И. Д. Путилин»; містить близько 48 розповідей)
- «Боротьба у престола» (рос. «Борьба у престола»)
- «Герцогиня і „конюх“» (рос. «Герцогиня и „конюх“»)
- «Сподвижники і фаворити. Бірон» (рос. «Сподвижники и фаворити. Бирон»)